# Guioa koelreuteria
Guioa koelreuteria là một loài thực vật có hoa trong họ Bồ hòn. Loài này được (Blanco) Merr. mô tả khoa học đầu tiên năm 1918.